# Ryksa (imię)
Ryksa, Rycheza – imię żeńskie pochodzenia germańskiego.
Ryksa imieniny obchodzi: 21 maja.
Znane osoby o imieniu Ryksa:
- Rycheza Lotaryńska (993–1063) – królowa Polski
- Rycheza z Bergu (zm. 1125) – księżna czeska
- Rycheza z Northeimu (zm. 1141) – cesarzowa Świętego Cesarstwa Rzymskiego
- Ryksa Bolesławówna (1116–1155) – królowa szwedzka
- Ryksa śląska (1185) – cesarzowa hiszpańska i hrabina prowansalska
- Ryksa Odonówna (1190–po 1238) – księżniczka wielkopolska
- Ryksa szwedzka (zm. przed 1293) – księżna wielkopolska
- Ryksa Elżbieta (1288–1335) – królowa czeska i polska